# Zeebrief
De zeebrief (en: Certificate of registry) is het nationaliteitsbewijs van een zeeschip. Het mag daarop de handelsvlag voeren van de vlaggenstaat die de brief verstrekt. Dit wordt gedaan door de maritieme autoriteiten van de vlaggenstaat waar het schip is geregistreerd tegen betaling van een vastgestelde leges. Bij koopvaardijschepen moet hij worden getoond bij binnenkomst van een haven. Ook pleziervaartuigen kunnen een zeebrief krijgen. Deze wordt in Nederland uitgegeven door het ministerie van Infrastructuur en Waterstaat.